# Гизела Агнесса Ангальт-Кётенская
Гизела Агнесса Ангальт-Кётенская (нем. Gisela Agnes von Anhalt-Köthen; 21 сентября 1722, Кётен—20 апреля 1751, Дессау) — принцесса Ангальт-Кётенская, супруга князя Ангальт-Дессау Леопольда II.

## Биография
Гизела Агнесса была единственным выжившим ребенком князя Леопольда Ангальт-Кётенского (1694—1728) от первого брака с принцессой Фридерикой Генриеттой (1702—1723), дочерью князя Карла Фридриха Ангальт-Бернбургского и Софии Альбертины Сольмс-Зонненвальдской. Вскоре после рождения она лишилась матери, а в пятилетнем возрасте осталась сиротой.
Поскольку её отец не имел наследника мужского пола, княжество Ангальт-Кётен унаследовал дядя Гизелы Агнессы — Август Людвиг. Однако Гизела Агнесса заявила свои претензии на аллод, что привело к рассмотрению её жалобы Имперским камеральным судом. При посредничестве князя Ангальт-Цербстского было заключено соглашение. Гизела Агнесса удовлетворилась суммой в 100 000 талеров, а также ежегодной рентой вплоть до своего замужества. Она также получила коллекции оружия и монет, принадлежавшие её отцу, и ещё выплату в 32 000 талеров при заключении брака за свои владения Прозиг, Клепциг и Кётен.
Гизела Агнесса скончалась 20 апреля 1751 года и была похоронена в Дессау в в церкви Святой Марии. По некоторым данным, после Второй мировой войны была перезахоронена в склепе семьи фон Беренхорст.

## Брак
Гизела Агнесса вышла замуж в 25 мая 1737 в Бернбурге за князя Леопольда II Ангальт-Дессауского (1700—1751), сына Леопольда I Ангальт-Дессауского и Анны Луизы Фёзе. Брак описывался как очень счастливый. Смерть принцессы Леопольд воспринял так тяжело, что имея слабое здоровье, умер в том же году.

## Дети
В браке родились:
- Леопольд III Фридрих Франц (1740—1817) — с 1767 года супруг принцессы Луизы Генриетты Бранденбург-Шведтской (1750—1811)
- Луиза (1742—1743)
- Генриетта Агнесса Екатерина (1744—1799) — с 1779 года супруга барона Иоганна Йоста фон Лоена (1737—1803)
- Мария Леопольдина (1746—1769) — с 1765 года супруга графа Симона Августа Липпе-Детмольдского (1727—1782)
- Иоганн Георг (1748—1811)
- Казимира (1749—1778) — с 1769 года супруга графа Симона Августа Липпе-Детмольдского (1727—1782)
- Альберт Фридрих (1750—1811) — с 1774 года супруг графини Генриетты Липпе-Вейсфельдской (1753—1795)